# سراشیبی
سراشیبی (انگلیسی: Downhill) یک فیلم در ژانر کمدی و درام به کارگردانی نت فکسون و جیم رش است که در سال ۲۰۲۰ منتشر شد. نخستین نمایش جهانی این فیلم در جشنواره فیلم ساندنس در تاریخ ۲۶ ژانویه ۲۰۲۰ بود. این فیلم در ۱۴ فوریه ۲۰۲۰ توسط فاکس سرچلایت پیکچرز منتشر شد.